# ميزانية عسكرية

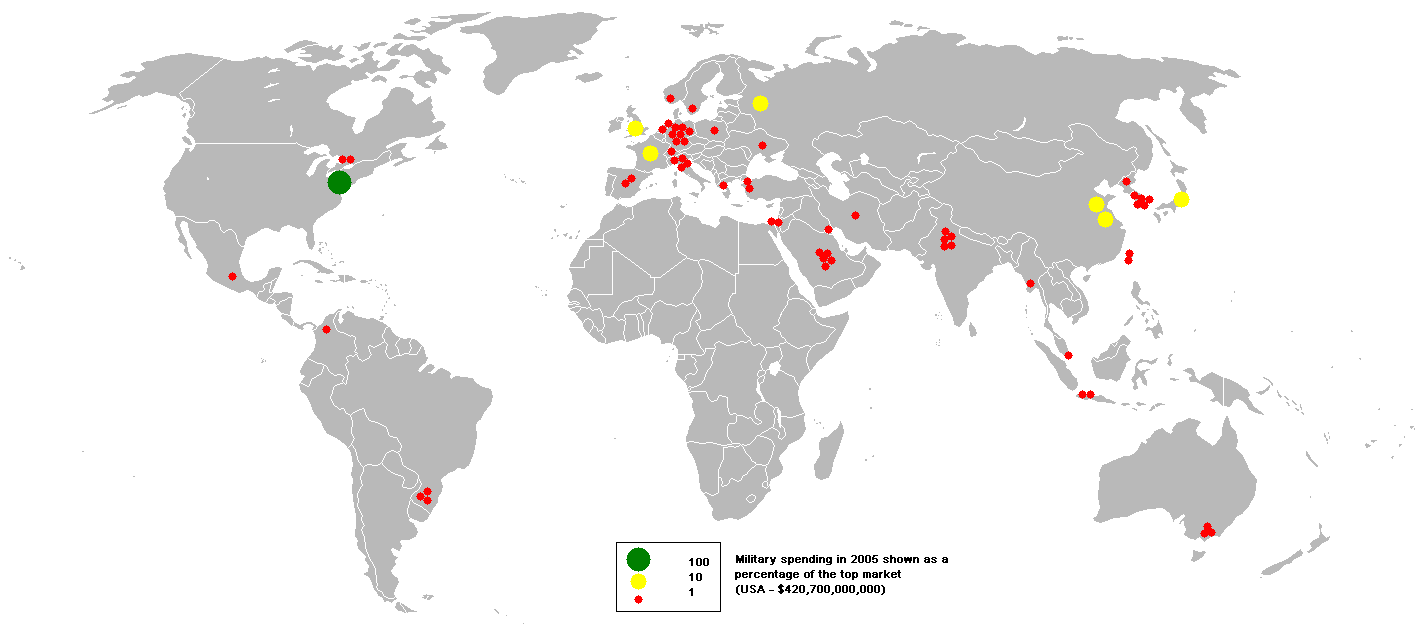
الإنفاق العسكري في عام 2005

يُشير لفظ الميزانية العسكرية (أو الإنفاق العسكري) أو ما يُعرف أيضًا باسم ميزانية الدفاع، إلى مقدار الموارد المالية المخصصة من قِبل كيانٍ ما (في الغالب أمة أو دولة) بهدف إنشاء القوات المسلحة والحفاظ عليها. وتعكس الميزانية العسكرية لدولةٍ ما غالبًا تصور الدولة لقوة احتمالات التهديدات التي تهددها أو مقدار العدوان الذي ترغب الدولة في استخدامه. كما توفر فكرةً حول مقدار التمويل اللازم توفيره للسنة المقبلة. يعكس حجم الميزانية كذلك قدرة الكيان على تمويل الأنشطة العسكرية. كما تعكس بعض العوامل الأخرى من بينها حجم اقتصاد هذا الكيان والمطالب المالية المفروضة عليه واستعداد حكومة أو شعب هذا الكيان لتمويل مثل هذه الأنشطة العسكرية. وبشكلٍ عام، يُستثنى من النفقات العسكرية الإنفاق على إنفاذ القانون والإنفاق على إعادة تأهيل المعاقين من قدامى المحاربين.
ووفقًا لـمعهد ستوكهولم الدولي لأبحاث السلام، بلغت النفقات العسكرية في العالم لعام 2011 1735 تريليون دولار أمريكي.

## أعلى 15 ميزانية عسكرية في العالم لعام 2012
تُعرف الدول الخمس الكبرى في العالم من حيث حجم الإنفاق العسكري (الولايات المتحدة والصين وروسيا والمملكة المتحدة وفرنسا) بأنها القوى العالمية خاصةً وأن كل دولة منها تمتلك حق الفيتو بالإضافة لكونها عضوًا دائمًا في مجلس الأمن التابع للأمم المتحدة، الذي أُنشئ بعد انتهاء الحرب العالمية الثانية. ومع هذا، فقد فاق إنفاق اليابان في 2010 على الدفاع ما أنفقته فرنسا بقدرٍ يسير. كما أصبحت السعودية في الآونة الأخيرة من أبرز الدول من حيث الإنفاق العسكري وتحتل الآن المرتبة السابعة.
تستند هذه القائمة على الكتاب السنوي الخاص بمعهد ستوكهولم الدولي لأبحاث السلام (SIPRI) لعام 2012 الذي يضم قائمة بأعلى 15 ميزانية عسكرية في العالم لعام 2011، استنادًا على أسعار الصرف الحالية في السوق.
| |
| أعلى 5 ميزانيات عسكرية في العالم لعام 2012. الأرقام نقلاً عن الكتاب السنوي الخاص بـمعهد ستوكهولم الدولي لأبحاث السلام لعام 2013. |

| الترتيب | الدولة                    | الإنفاق (بليون دولار أمريكي) | % من الناتج المحلي الإجمالي | الحصة العالمية (%) | الإنفاق (بليون دولار أمريكي تعادل القوة الشرائية) |
| ------- | ------------------------- | ---------------------------- | --------------------------- | ------------------ | ------------------------------------------------- |
| &mdash; | مجموع دول العالم          | 1,753                        | 2.5                         | 100                | 1562.3                                            |
| 1       | الولايات المتحدة          | 682.0                        | 4.4                         | 39                 | 682                                               |
| 2       | الصينx                    | 166.0                        | 2.0                         | 9.5                | 228                                               |
| 3       | روسيا الاتحادية x         | 90.7                         | 4.4                         | 5.2                | 93.7                                              |
| 4       | المملكة المتحدة           | 60.8                         | 2.5                         | 3.5                | 57.5                                              |
| 5       | اليابان                   | 59.3                         | 1.0                         | 3.4                | 50.1                                              |
| 6       | فرنسا                     | 58.9                         | 2.3                         | 3.4                | 44.7                                              |
| 7       | المملكة العربية السعوديةy | 56.7                         | 8.5                         | 3.2                | 58.8                                              |
| 8       | الهند                     | 46.1                         | 2.5                         | 2.6                | 117                                               |
| 9       | ألمانياx                  | 45.8                         | 1.4                         | 2.6                | 40.4                                              |
| 10      | إيطالياx                  | 34.0                         | 1.7                         | 1.9                | 28.5                                              |
| 11      | البرازيل                  | 33.1                         | 1.5                         | 1.9                | 33.8                                              |
| 12      | كوريا الجنوبية            | 31.7                         | 2.7                         | 1.8                | 42.1                                              |
| 13      | أستراليا                  | 26.2                         | 1.7                         | 1.5                | 16.6                                              |
| 14      | كنداx                     | 22.5                         | 1.3                         | 1.3                | 19.9                                              |
| 15      | تركياxz                   | 18.2                         | 2.3                         | 1.0                | 25.2                                              |

^ تقديرات معهد ستوكهولم الدولي لأبحاث السلام.
^ تشمل الأرقام الخاصة بالمملكة العربية السعودية الإنفاق على السلامة العامة والنظام العام وقد تتضمن مبالغات طفيفة.
^ من المحتمل أن تكون الإمارات العربية هي من تحتل المرتبة الخامسة عشرة وليس تركيا، ولكن لم تتوفر لدينا البيانات الخاصة بدولة الإمارات لعام 2012.

## الإنفاق التاريخي

### 1897
أشارت مجلة ساترداي ريفيو في فبراير من عام 1898، إلى أن نسبة الإيرادات الضريبية التي أُنفقت على الميزانيات العسكرية، وصنفتها على النحو التالي:
- الولايات المتحدة: 17%
- الإمبراطورية الروسية: 21%
- فرنسا: 27%
- الإمبراطورية البريطانية: 39% (40 مليون جنيه أو 2.5% من الناتج المحلي الإجمالي)
- الإمبراطورية الألمانية: 43%
- الإمبراطورية اليابانية: 55% (132 مليون ين)

### 2003
وفي عام 2004,، أظهر التقرير السنوي لمعهد ستوكهولم الدولي لأبحاث السلام أن عملية شراء المنتجات العسكرية من قِبل الدول الأعضاء في حلف الناتو قد ارتفعت في عام 2003 بنسبة 11% مقارنةً بعام 2002 (6.5% في الحجم). وفي بعض الدول، ارتفعت هذه الميزانية للمستوى الذي كانت قد وصلت إليه الميزانية العسكرية أثناء الحرب الباردة. وعلى رأس هذه الدول تأتي الميزانية العسكرية للولايات المتحدة؛ حيث مثَّلت عمليات الشراء التي قامت بها الولايات المتحدة 47% من الإنفاق العسكري في العالم في عام 2003. وبلغ مجموع الإنفاق نحو 415 مليار دولار أمريكي. بالإضافة إلى التمويل الإضافي المخصص لـحرب العراق والنفقات التكميلية التي بلغت 83 بليون دولار أمريكي التي شكّلت جزءًا كبيرًا من هذه الزيادة. بينما مثّل الإنفاق على الأمور الأخرى 3.5% فقط منها.
تمثل الميزانيات العسكرية لكل من لمملكة المتحدة وفرنسا وإيطاليا نحو 15% من الإنفاق العسكري في العالم. رفعت فرنسا والمملكة المتحدة إنفاقهما على التجهيزات، ليس فقط لتكون على قدم المساواة في المستوى التكنولوجي عندما تشارك في عمليات مع الجيش الأمريكي، ولكن أيضًا لتكون قادرة على التحرك بشكل مستقل في العمليات العسكرية الصغيرة (مثلما حدث في ليبيا).
وفيما يتعلق بالدول غير الأعضاء في حلف الناتو، أنفقت اليابان 46.9 بليون دولار أمريكي في عام 2003، بينما أنفقت جمهورية الصين الشعبية 32.8 بليون دولار، وأنفقت روسيا 13 بليون دولار. وتُمثل نسبة هذه الأرقام مقارنةً بالإنفاق العسكري في العالم 5% و4% و1% على التوالي.

## الاقتصاد والعلوم السياسية
يُعد أثر الإنفاق العسكري على اقتصاد الدولة والمجتمع والعوامل التي تحدد الإنفاق العسكري من المواضيع البارزة في الاقتصاد والعلوم السياسية. وهناك نظريات واستنتاجات مثيرة للجدل تتعلق بهذه المواضيع.

### اليوم العالمي للعمل بشأن الإنفاق العسكري (GDAMS)
تم تخصيص اليوم العالمي للعمل بشأن الإنفاق العسكري (GDAMS) في إبريل من كل عام ويهدف إلي جمع الناس وإنشاء حركة عالمية لإقناع الحكومات بإعادة تخصيص الإنفاق العسكري وتوجيهه إلى الحاجات الإنسانية الأساسية مثل الغذاء والتعليم والرعاية الصحية والخدمات الاجتماعية والاهتمامات البيئية.